# Chelonoidis
Chelonoidis är ett släkte av sköldpaddor som ingår i familjen landsköldpaddor och som beskrevs av Leopold Fitzinger 1835.
Släktet består av 14 till 15 arter.
- Rödfotad skogssköldpadda (Chelonoidis carbonarius), förekommer i Central- och Sydamerika från Nicaragua till norra Argentina.
- Chelonoidis chilensis, lever i Bolivia, Paraguay och Argentina, men inte i Chile.
- Gulfotad skogssköldpadda (Chelonoidis denticulatus), hittas i norra Sydamerika, söderut till Bolivia, och på vissa västindiska öar.
- † Chelonoidis donosobarrosi Argentina (Río Negro)[4]
- Galapagossköldpaddor är endemiska för Galápagosöarna:
  - † Chelonoidis abingdonii Pinta
  - Chelonoidis becki norra Isabela
  - Chelonoidis chathamensis San Cristóbal
  - Chelonoidis darwini San Salvador
  - Chelonoidis donfaustoi östra Santa Cruz
  - Chelonoidis duncanensis Pinzón
  - Chelonoidis hoodensis Española
  - † Chelonoidis niger Floreana
  - Chelonoidis phantastica Fernandina
  - Chelonoidis porteri västra Santa Cruz
  - Chelonoidis vicina större delen av Isabela utom längst i norr